# Kirche Rietschen

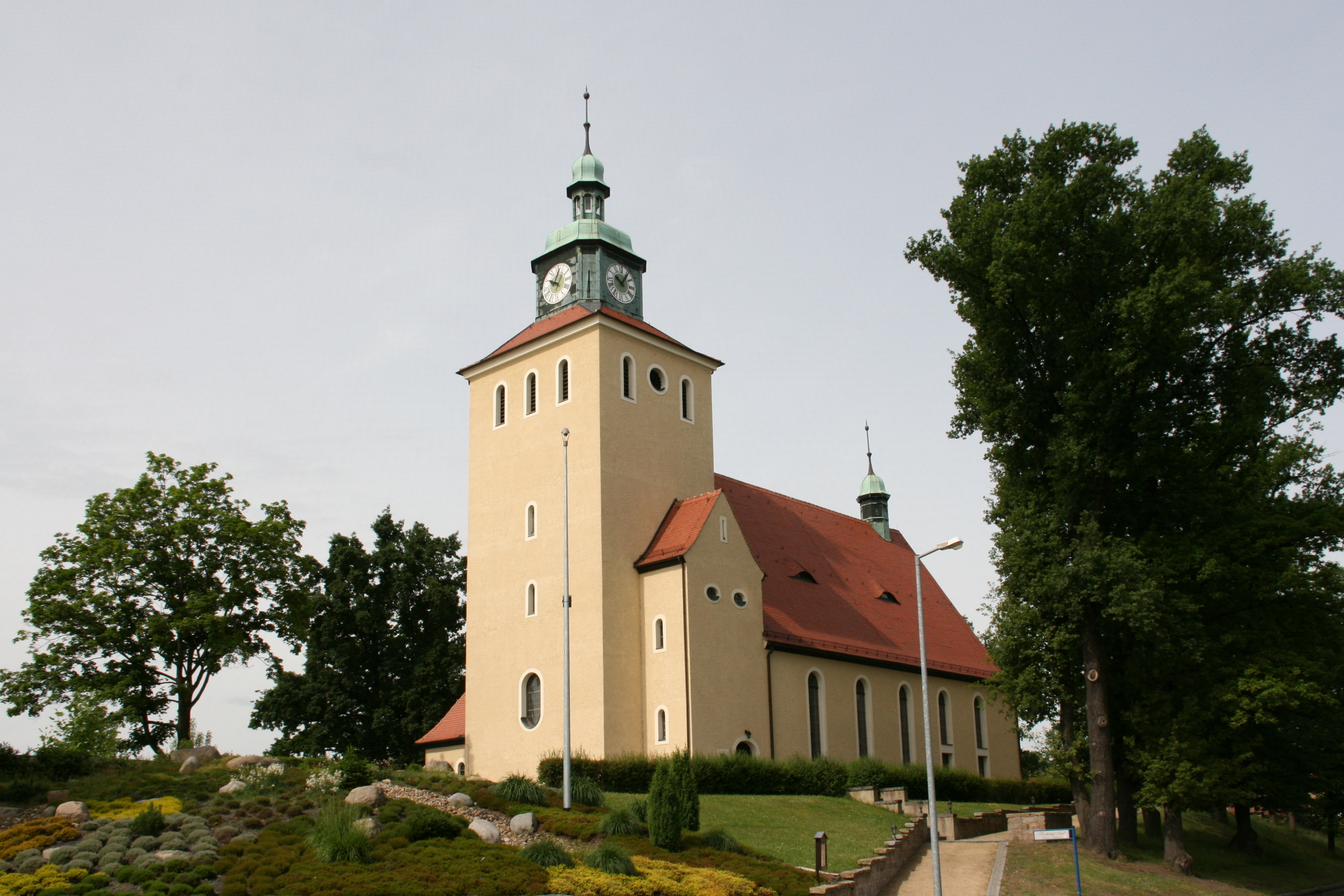
Kirche Rietschen (2010)

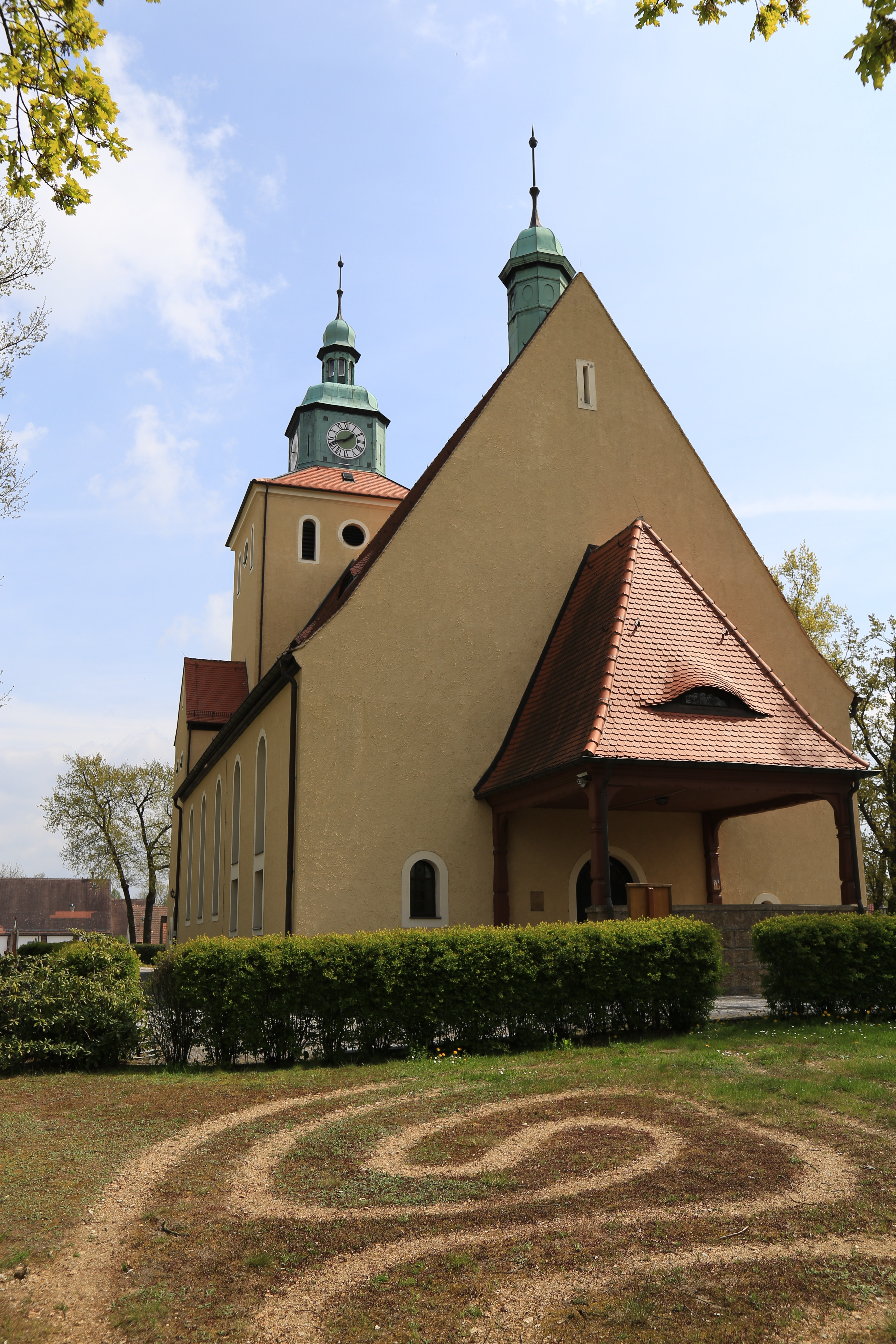
Westansicht (2017)

Die Kirche Rietschen ist das Kirchengebäude im Ortsteil Rietschen der gleichnamigen Gemeinde im Landkreis Görlitz in der sächsischen Oberlausitz. Es gehört der Kirchengemeinde Rietschen im Pfarrsprengel am Weißen Schöps des Kirchenkreises Schlesische Oberlausitz, der Teil der Evangelischen Kirche Berlin-Brandenburg-schlesische Oberlausitz ist. Das Gebäude steht aufgrund seiner bau- und ortshistorischen Bedeutung unter Denkmalschutz.

## Geschichte und Architektur
Im März 1906 stellte die Gemeinde Rietschen, die damals zur Daubitzer Pfarrgemeinde gehörte, einen Antrag zum Bau einer Kirche im Ort. Nach dem ersten Spatenstich am 29. April 1914 erfolgte am 21. Mai 1914 die Grundsteinlegung. Die Kirche wurde in zweijähriger Bauzeit fertig gestellt und am 6. Juli 1916 eingeweiht. Die Kosten für den Bau des Gebäudes beliefen sich auf 91.563 Mark. Gegen Ende des Zweiten Weltkrieges wurde die Kirche im Mai 1945 durch Artilleriebeschuss teilweise zerstört. Zwischen 1947 und 1949 wurden der Turm und das Dach instand gesetzt, in den Jahren 2002 und 2003 erfolgte eine umfassende Rekonstruktion der Kirche. Zwei Jahre später wurde das Gebäude mit Sanitäranlagen ausgestattet. Zwischen 2007 und 2012 erfolgte eine Restauration der Innenbemalung.
Die Rietschener Kirche ist ein Putzbau mit einem breiten, nach Osten ausgerichteten Westturm. Der sechsgeschossige Turm hat im Glockengeschoss je drei Schallöffnungen an der West- und Ostseite und zwei Schallöffnungen an der Nord- und Südseite. Abgeschlossen wird der Turm durch den Ansatz eines Pyramidendachs mit einem verkupferten Aufsatz mit Laterne und Zwiebelturm. Nördlich des Turms liegt die eingeschossige Sakristei mit Walmdach und dem rundbogigen Eingangsportal. An der Südwand des Turms befindet sich eine Vorhalle mit angrenzendem Treppenturm, die ebenfalls über ein Rundbogenportal verfügt. Das Kirchenschiff hat hohe Rundbogenfenster, an der Nordseite mit einem Eingang unter dem mittleren Fenster. An der Ostwand ist ein Holzvorbau mit Walmdach und Fledermausgaube angebaut, in der Mitte der Wand liegt der rundbogige Zugang zu einem Windfang. Das Kirchenschiff ist mit einem Satteldach überzogen, an dessen Ende ein achteckiger Dachreiter aufgesetzt ist.

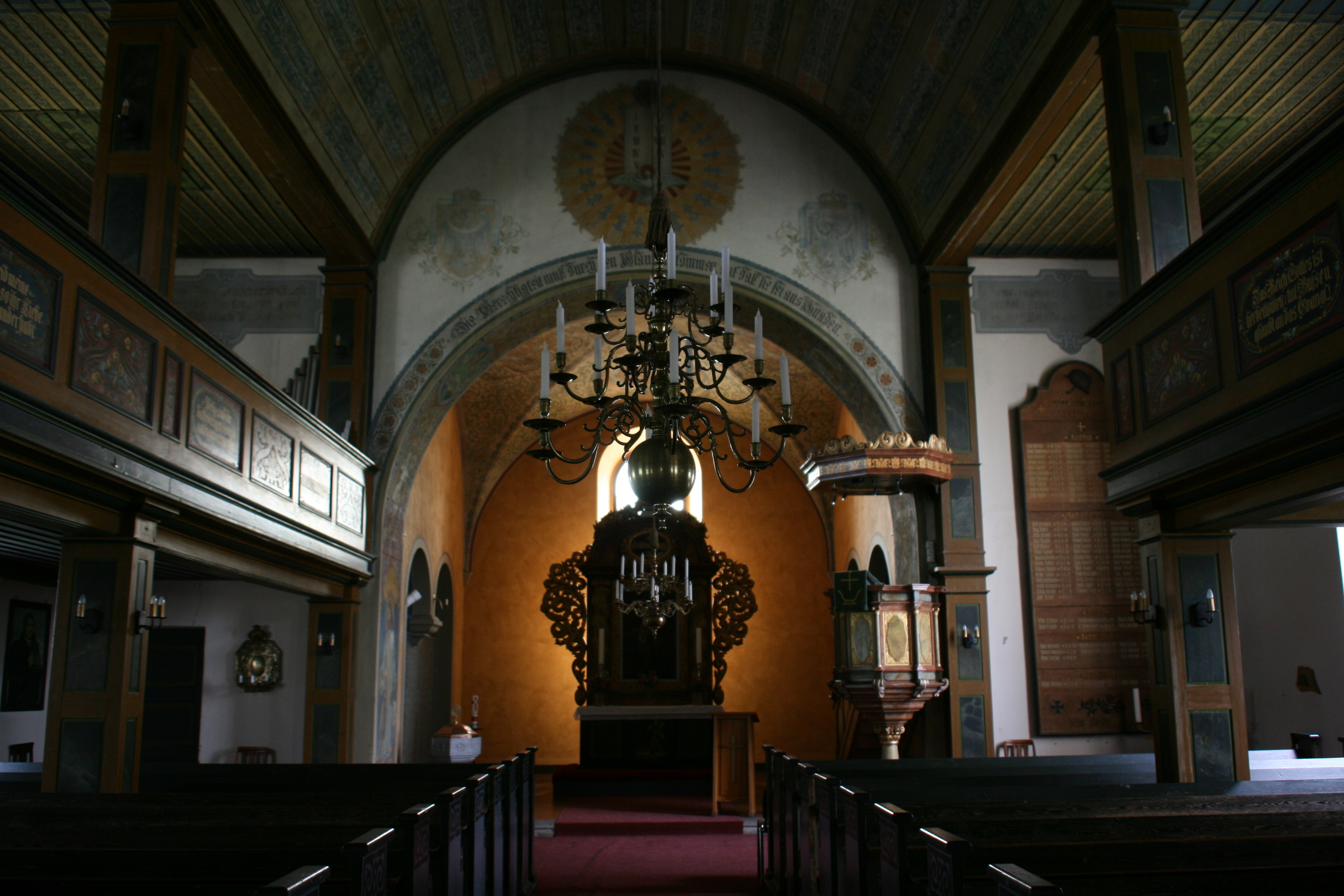
Blick zum Altar (2010)

Das Mittelschiff der dreischiffigen Hallenkirche ist mit einem hölzernen Tonnengewölbe überzogen. In den flachdeckigen Seitenschiffen und an der Westwand erstreckt sich eine umlaufende Empore aus Holz. Die Brüstungsfelder der Emporen sind mit Bibelversen und floralen Ornamenten verziert. Der Altarraum befindet sich im Turm, der durch einen rundbogigen Triumphbogen vom Rest des Innenraums abgetrennt ist, der Altarraum ist mit einem Kreuzgratgewölbe überspannt. Die Decke ist dort ebenfalls mit Floralornamentik bemalt.

## Kirchengemeinde
Die Rietschener Kirchengemeinde wurde 1916 aus Teilen der Kirchengemeinde Daubitz gebildet. Seit 1931 war Rietschen eine Filialkirche von Daubitz. Bis 1945 gehörte Daubitz zur Evangelischen Landeskirche der älteren Provinzen Preußens. Nach deren Zerfall kam die Kirchengemeinde zur Evangelischen Kirche in Schlesien, die später in Evangelische Kirche der schlesischen Oberlausitz umbenannt wurde und am 1. Januar 2004 mit der Evangelischen Kirche in Berlin-Brandenburg zur Evangelischen Kirche Berlin-Brandenburg-schlesische Oberlausitz fusionierte. Zunächst gehörte die Kirchengemeinde zum Kirchenkreis Niesky, dieser schloss sich am 1. Januar 2007 mit den Kirchenkreisen Görlitz und Weißwasser zum Kirchenkreis Niederschlesische Oberlausitz zusammen. Seit 2014 ist Petershain Teil des Kirchenkreises Schlesische Oberlausitz. Am 1. Dezember 2014 schlossen sich die Kirchengemeinden Rietschen, Daubitz, Hähnichen und Kosel zum Pfarrsprengel am Weißen Schöps zusammen.